# Red Checkers
Red Checkers – zespół akrobacyjny Sił Powietrznych Nowej Zelandii. Historia grupy sięga roku 1967, kiedy to powstali pierwsi Red Checkers. Grupa dawała pokazy w kraju i za granicą, szczególnie w Australii. Grupa rozwijała się coraz szybciej jednakowoż była coraz bardziej rozpoznawana. W krótkim czasie grupę poznała nawet Europa, podczas pokazów we Francji. Z powodu bankructwa w 1973 roku zlikwidowano grupę, zaś samoloty North American T-6 Texan, których używała grupa zostały przekazane do jednostek wojskowych. Do powrotu grupy szczególni przyczynili się piloci z bazy wojskowej Aérea de Ohakea w której niegdyś powstał i bazował zespół. Jego oficjalny powrót miał miejsce w 1980 roku. Od 1980 roku grupa wykorzystywała samoloty produkcji nowozelandzkiej PAC CT-4B Airtrainer, pomalowanych w narodowe barwy. W 1999 zespół zmienił samoloty na PAC CT-4E Airtrainer również produkcji nowozelandzkiej, które używane są aż do dziś. Samoloty pomalowano w barwy zespołowe oraz wyposażono w tzw. wytwornicę dymów.